# Rainer Crummenerl

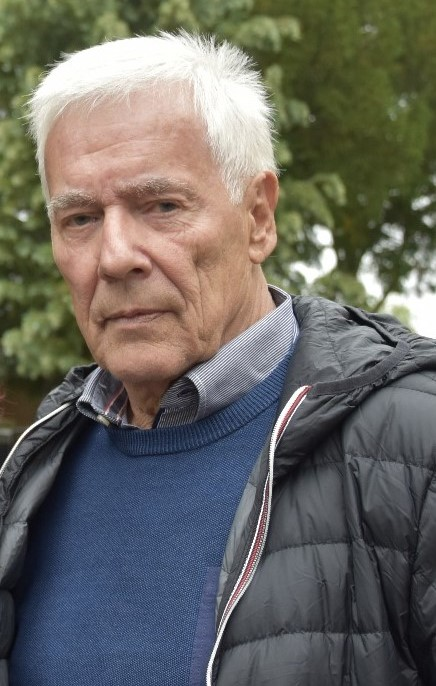
Rainer Crummenerl, Autor

Rainer Crummenerl (* 1942 in Falkenberg/Elster) ist ein deutscher Wissenschaftsjournalist und Autor, der vor allem Bücher für Kinder schreibt.

## Leben
Rainer Crummenerl studierte nach dem Abitur zunächst einige Semester Wirtschaftswissenschaften, bevor er sich zum Journalisten ausbilden ließ. Während seiner Tätigkeit als Redakteur verschiedener Zeitungen veröffentlichte er zahlreiche Geschichten vor allem für Kinder. 1975 wechselte Rainer Crummenerl in den Außenwirtschaftsbereich eines großen Leipziger Kombinates, wo er für Öffentlichkeitsarbeit zuständig war. In dieser Zeit entstanden auch seine ersten Sachbücher für Kinder.
Von 1981 an arbeitete Rainer Crummenerl als freiberuflicher Journalist und Autor. Vier Jahre lang, von 1981 bis 1985, gehörte er dem Lektoratsteam des Kulturalmanachs Leipziger Blätter an – zunächst als Lektoratssekretär, später als stellvertretender Cheflektor.
Ende 1985 unternahm Rainer Crummenerl eine viermonatige Reise mit einem Fischereischiff nach Afrika, in die Antarktis und nach Südamerika. Die Eindrücke dieser und auch vorhergehender Reisen mit Schiffen der DDR-Hochseefischerei verarbeitete Rainer Crummenerl in zahlreichen Reportagen, aber auch in Büchern.
Rainer Crummenerl veröffentlichte über 70 Bücher. Einige seiner Titel erschienen auch als Hörbücher, viele weitere wurden in andere Sprachen übersetzt.
Neben seiner Vorliebe, für Kinder und Jugendliche schreiben, war Rainer Crummenerl bis Ende der 1980er Jahre mit der Erarbeitung und der Herausgabe bibliophiler Bücher befasst. Diese Werke entstanden ausnahmslos im Auftrag großer Firmen und in Zusammenarbeit mit so bekannten Künstlern wie Klaus Ensikat, Rainer Schade oder Roland Beier.
Rainer Crummenerl ist verheiratet. Er hat zwei Kinder und lebt in der Nähe von Leipzig.

## Buchveröffentlichungen (Auswahl)
- Rat für zehn. (= Regenbogenreihe) Mit Illustrationen von Wolfgang Freitag. Der Kinderbuchverlag Berlin 1980.
- Briefe, Päckchen, Telegramme. (= Mein kleines Lexikon) Mit Illustrationen von Ingolf Neumann. Der Kinderbuchverlag Berlin 1983.
- Volkspolizei und Feuerwehr. (= Mein kleines Lexikon) Mit Illustrationen von Karl Fischer. Der Kinderbuchverlag, Berlin 1983.
- Wismar. mit Fotos von Harry Hardenberg, Brockhaus Verlag, 1985, ISBN 3-325-00150-5.
- Tatort, Spuren, Alibi. (= Mein kleines Lexikon) Mit Illustrationen von Fred Westphal. Der Kinderbuchverlag, Berlin 1985.
- Rund um die Kartoffel - mit ausgewählten Rezepten. Mit Illustrationen von Roland Beier, VEB Fachbuchverlag, Leipzig, 1. Auflage: 1985.
- Küchenrenner für Landschaftskenner. Verlag für die Frau, 1986, ISBN 3-7304-0082-7.
- Das Fischereischiff. Mit Illustrationen von Peter Uhde und Gisela Flächsig. Der Kinderbuchverlag, Berlin 1987, ISBN 3-358-00921-1.
- Rund um den Fisch. Fachbuchverlag, Leipzig 1990, ISBN 3-343-00597-5.
- Die Lokomotive. Mit Illustrationen von Wolfgang Parschau. der Kinderbuchverlag, Berlin 1990, ISBN 3-358-01251-4.
- Von Eisenberg nach Stadtroda, mit Fotos von Klaus Fischer. Verlagshaus Thüringen, 1992, ISBN 3-86087-036-X.
- Greiz. mit Fotos von Wolfgang Swietek. Verlagshaus Thüringen, 1992, ISBN 3-86087-027-0.
- Burgen und Schlösser. Mit Fotos von Wolfgang Swietek. Verlagshaus Thüringen, 1992, ISBN 3-86087-038-6.
- Von Pössneck nach Zeulenroda. Mit Fotos von Wolfgang Swietek. Verlagshaus Thüringen, 1993, ISBN 3-86087-034-3.
- Meereskunde. (= Was ist was. Band 32). Tessloff Verlag, 1993, ISBN 3-7886-0272-4.
- die Polizei. (= Das will ich wissen!). Mit Bildern von Stephan Baumann. Arena Verlag, 1996, ISBN 3-401-04638-1.
- Luft und Wasser. (= Was ist was. Band 48). Tessloff Verlag, 1996, ISBN 3-7886-2880-4.
- Das große Arena-Buch der Indianer. Mit Bildern von Peter Klaucke. Arena Verlag, 1996, ISBN 3-401-04701-9.
- Das geheime Handbuch für Superdetektive. Mit Bildern von Angela Weinhold. Arena Verlag, 1996, ISBN 3-401-04670-5.
- Fisch und mehr. Fotos von Rainer Crummenerl und FIMA Bremerhaen. Hinstorff Verlag, Rostock 1996, ISBN 3-356-00674-6.
- Wismar. Mit Fotos von Harry Hardenberg. Hinstorff Verlag, Rostock 1997, ISBN 3-356-00739-4.
- Streng geheim. Mit Bildern von Annette Fienieg. Arena Verlag, 1997, ISBN 3-401-04778-7.
- die Eisenbahn. (= Das will ich wissen!). Mit Bildern von Peter Reinsdorf. Arena Verlag, 1998, ISBN 3-401-04561-X.
- Gruselissimo. Mit Bildern von Pia Eisenbarth, Arena Verlag, 1998, ISBN 3-401-00333-X.
- Das Wetter. (= Was ist was. Band 7). Tessloff Verlag, 1999, ISBN 3-7886-0247-3.
- Autos – alles über Tempo, Typen, Technik. Mit Bildern von Werner Hofmann. Arena Verlag, 1999, ISBN 3-401-04962-3.
- Schnell wie Kommissar Hell. 22 Ratekrimis. Mit Illustrationen von Klaus Puth. Ars Edition 1999, ISBN 3-7607-3788-9.
- Kommissar Hell und der Millionenraub. 20 Ratekrimis. Mit Illustrationen von Klaus Puth. Ars Edition 2000, ISBN 3-7607-3830-3.
- Lastwagen und Sattelschlepper. (= Das will ich wissen!). Mit Bildern von Werner Hofmann. Arena Verlag, 2000, ISBN 3-401-04663-2.
- Naturkatastrophen. (= Was ist was. Band 74). Tessloff Verlag, 2001, ISBN 3-7886-0414-X.
- die Erde, unser Planet. (= Das will ich wissen!). Mit Bildern von Sabine Scholbeck und Manfred Rohrbeck. Arena Verlag, 2002, ISBN 3-401-05430-9.
- Die Indianer – ihre Geschichte, ihr Leben, ihre Zukunft. Mit Bildern von Peter Klaucke. Arena Verlag, 2002, ISBN 3-401-04708-6.
- Die Feuerwehr. (= Was ist was. Band 114). Tessloff Verlag Nürnberg 2002, ISBN 3-7886-1501-X.
- Kommissar Hell – Fluchtweg ausgeschlossen. 20 Ratekrimis. Mit Illustrationen von Klaus Puth. Ars Edition 2002, ISBN 3-7607-3871-0.
- Eiszeiten. (= Was ist was. Band 65). Mit Illustrationen von Elisabetta Ferrero. Tessloff Verlag, 2004, ISBN 3-7886-0405-0.
- der Sternenhimmel. (= Das will ich wissen!). Mit Bildern von Milada Krautmann. Arena Verlag, 2004, ISBN 3-401-05618-2.
- Dinosaurier. (= Das will ich wissen!). Mit Bildern von Johann Brandstetter. Arena Verlag, 2004, ISBN 3-401-05765-0.
- Leselöwen Delfin Wissen, Abenteuer- und Sachgeschichten. Mit Illustrationen von Udo-Kruse-Schulz. Loewe Verlag, 2004, ISBN 3-7855-5027-8.
- Leselöwen Piraten Wissen. Abenteuer- und Sachgeschichten. Mit Illustrationen von Silvia Christoph. Loewe Verlag, 2004, ISBN 3-7855-5215-7.
- Abenteuerreise in die Welt der Burgen. Mit Bildern von Hauke Kock. Arena Verlag, 2004, ISBN 3-401-05542-9.
- Das will ich wissen – So ist das mit dem Geld. Mit Bildern von Klaus Puth. Arena Verlag, 2004, ISBN 3-401-05754-5.
- Abenteuerreise in die Welt der Römer. Mit Bildern von Hauke Kock. Arena Verlag, 2005, ISBN 3-401-05693-X.
- Abenteuerreise – von den Dinosauriern bis zu den Wikingern. Mit Bildern von Hauke Kock. Arena Verlag, 2005, ISBN 3-401-05764-2.
- Polizei, (= Was ist was. Band 120). Tessloff Verlag, 2005, ISBN 3-7886-1507-9.
- Piraten. (= Was ist was. Band 71). Tessloff Verlag, 2005, ISBN 3-7886-0411-5.
- Sterne und Planeten. (= Das will ich wissen!). Mit Bildern von Milada Krautmann. Arena Verlag, 2005, ISBN 3-401-05861-4.
- Leselöwen Wikinger Wissen. Abenteuer- und Sachgeschichten. Mit Illustrationen von Silvia Christoph. Loewe Verlag, 2005, ISBN 3-7855-5574-1.
- Versunkene Städte. (= Was ist was. Band 14). Tessloff Verlag, 2006, ISBN 3-7886-0254-6.
- Leselöwen Flugzeug Wissen. Abenteuer- und Sachgeschichten. Mit Illustrationen von Udo Kruse-Schult. Loewe Verlag, 2006, ISBN 3-7855-5664-0.
- Leselöwen Vulkan Wissen. Abenteuer- und Sachgeschichten. Mit Illustrationen von Udo Kruse-Schulz. Loewe Verlag, 2007, ISBN 978-3-7855-4323-8.
- Leselöwen Dschungel Wissen. Abenteuer- und Sachgeschichten. Mit Illustrationen von Milada Krautmann. Loewe Verlag, 2008, ISBN 978-3-7855-6036-5.
- Das Wetter. (= Das will ich wissen!). Mit Bildern von Milada Krautmann. Arena Verlag, 2009, ISBN 978-3-401-06040-8.

### Hörbücher
Leselöwen Delfin Wissen. CD, jumbo-medien Hamburg 2007, mit Julia Nachtmann und Mira, ISBN 978-3-8337-1971-4.
Leselöwen Piraten Wissen. CD, jumbo-medien Hamburg 2007, mit Peter Franke und Lena, ISBN 978-3-8337-1773-4.
Leselöwen Vulkan Wissen. CD, jumbo-medien Hamburg 2008, mit Robert Missler und Mira, ISBN 978-3-8337-2193-9.
Leselöwen Wikinger Wissen. CD, jumbo-medien Hamburg 2009, mit Tom Niebuhr und Henri, ISBN 978-3-8337-2427-5.
Leselöwen Dschungel Wissen. CD, jumbo-medien Hamburg 2010, mit Katrin Gerken und Jule, ISBN 978-3-8337-2541-8.
ALLGEMEINBILDUNG Biologie Chemie. CD, Audiofassung 2017 des Audio Media Verlages München der Buchausgabe 2002 des Arena Verlages (Hrsg.) M. Zimmermann, mit Michael Schwarzmaier und Marina Köhler, ISBN 978-3-95639-258-0.
ALLGEMEINBILDUNG Physik Mathematik. CD, Audiofassung 2017 des Audio Media Verlages München der Buchausgabe 2002 des Arena Verlages (Hrsg.) M. Zimmermann, mit Michael Schwarzmaier und Marina Köhler, ISBN 978-3-95639-259-7.
ALLGEMEINBILDUNG Kosmologie Die Erde Das Wetter. CD, Audiofassung 2017 des Audio Media Verlages München der Buchausgabe 2002 des Arena Verlages (Hrsg.)  M. Zimmermann, mit Michael Schwarzmaier und Marina Köhler, ISBN 978-3-95639-257-3.

### Bibliophile Werke (Auswahl)
Alles ist Samenkorn. Illustrationen von Roland Beier, Leder, mit Schuber, VEB Kombinat Landmaschinen, Weimar-Werk 1979
Brot ist der Stab des Lebens. Illustrationen von Roland Beier, Leder, mit Schuber, VEB Kombinat Fortschritt Landmaschinen, Neustadt/Sachsen 1980
Kleider machen Leute. Illustrationen von Rainer Schade, mit Schuber, VEB Kombinat Textima Karl-Marx-Stadt 1982
Journal einer abenteuerlichen Seereise. Illustrationen von Klaus Ensikat, mit Schuber, VEB Deutfracht/Seereederei Rostock 1982
Reden ist Silber, Schreiben ist Gold. Illustrationen von Roland Beier, mit Schuber, VEB Polygraph Druckmaschinenwerk Plamag Plauen 1982
Brevier des Trinkens. Illustrationen von Roland Beier, Leder, mit Schuber, VEB Polygraph Zentrales Projektierungsbüro Leipzig 1983
Brevier der Technik. Illustrationen von Roland Beier, Leder, mit Schuber, VEB Polygraph Druckmaschinenwerk Planeta Radebeul 1984
Kombüsen-Geschichten. Illustrationen von Klaus Ensikat, Leder, mit Schuber, VEB Deutfracht/Seereederei Rostock 1985
Viel Büchermachens ist kein Ende. Illustrationen von Roland Beier, mit Schuber, VEB Polygraph Buchbindereimaschinenwerke Leipzig 1988
Fisch-Fibel. Illustrationen von Roland Beier, mit Schuber, VEB Fischkombinat Rostock 1988
Vom großen Durst auf dem tiefen Wasser. Illustrationen Klaus Ensikat, mit Schuber, VEB Deutfracht/Seereederei Rostock